# Ołeksandr Bojczenko (ur. 1970)
Ołeksandr Bojczenko (ukr. Бойченко Олександр Володимирович; ur. 1970 w Czerniowcach) – ukraiński pisarz i eseista, tłumacz literatury polskiej oraz rosyjskiej na język ukraiński.
Bojczenko ukończył rusycystykę Czerniowieckim Uniwersytecie Narodowym im. Jurija Fedkowycza, gdzie do 2008 roku wykładał literaturę. Od tamtej pory skupia się na pracy twórczej: jest redaktorem, felietonistą, tłumaczem i publicystą. Był trzykrotnym stypendystą programu Gaude Polonia (2005, 2008, 2013). W 2014 roku uhonorowany został odznaką Zasłużony dla Kultury Polskiej. Mieszka w rodzinnych Czerniowcach.
Płynnie posługuje się językiem polskim, tłumaczył na język ukraiński licznych polskich autorów, w tym między innymi Tadeusza Borowskiego, Leszka Kołakowskiego, Marka Hłaski, Jerzego Pilcha, Olgi Tokarczuk, Andrzeja Stasiuka, Daniela Odiji.

## Książki tłumaczone na język polski
- 50 procent racji, przeł. Bohdan Zadura i Marek S. Zadura, Lublin 2016
- Wasi, nasi oraz inni: szkice o pisarzach i nie tylko, przeł. Natalia Bryżko-Zapór, Lublin 2018
- Worochtarium: trójgłos literacki z dialogiem i monologami (wywiad rzeka z Jurijem Andruchowyczem i Orestem Drulem), przeł. Andrij Saweneć, Lublin 2019